# Novo Selo (Štip)
Pour les articles homonymes, voir Novo Selo.
Novo Selo (en macédonien Ново Село) est un village de l'est de la Macédoine du Nord, situé dans la municipalité de Štip. Le village comptait 3 636 habitant en 2002.
Le village compte de nombreuses maisons traditionnelles, le plus souvent en mauvais état, ainsi que deux églises, dont l'église de la Dormition, une grande basilique construite au XIXe siècle.

## Démographie
Lors du recensement de 2002, le village comptait :
- Macédoniens : 3 636